# Antropologia zaangażowana
Antropologia zaangażowana – gałąź antropologii, rozpatrywana często w ramach antropologii stosowanej.
Uważa się, że nie można precyzyjnie określić przedmiotu badań antropologii zaangażowanej. Trudności wynikają już w wieloznaczności słowa „zaangażowany”. Jeżeli antropologia zaangażowana miałaby być rozpatrywana jako subdyscyplina w obrębie antropologii społecznej, trudno wyróżnić odrębny przedmiot i metodologię. Zdaniem Sochackiego na odrębność wskazuje raczej nastawienie badacza, chęć zaangażowania, pomocy

## Antropologia społeczna a stosowana
Zauważa się, że brak jednoznacznego kryterium które pozwala odróżnić antropologię społeczną od stosowanej. Firth uważa, że antropologia stosowana jest prawomocnym rodzajem nauki. Sochacki za Kuhnem podaje wątpliwościom założenia Firtha. Uważa, że jeżeli antropologia akademicka i stosowana są naukami, czyli konstruktami teoretyczno-praktycznymi, pozwalającymi rozpoznać, zrozumieć lub wyjaśnić badane zjawisko, to, według Sochackiego, nie ma podstaw do tworzenia podziału. Zdaniem Sochackiego wystarczy mówić o rozszerzeniu pól badawczych. Sochacki uważa, że za kryterium podziału na antropologię stosowaną i społeczną należy przyjąć stosowalność antropologii.  W tym rozumieniu uprawiający antropologię stawialiby sobie za cel wyjaśnienie danego zjawiska, mając na uwadze praktyczny wymiar nauki.
Ostatecznie antropolodzy nie wypracowali jednolitego stanowiska dotyczącego definicji wspomnianych wyżej pojęć. Doszło do rozłamu na antropologię stosowaną i publiczną. Założenia antropologów stosowanych przedstawione są w statucie amerykańskiego Stowarzyszenia Antropologii Stosowanej (The Society for Applied Anthropology). Jest to organizacja promująca wiedzę antropologiczną o interdyscyplinarnym charakterze. Naukowcy dążą do badania relacji społecznych oraz możliwości praktycznego wykorzystania badań, które posłużyłyby rozwiązaniu ludzkich problemów na całym świecie. Swoje cele realizują m.in. poprzez udział w debatach publicznych i oddziaływanie na instytucje, mające wpływ na politykę.

## Stanowisko Firtha i Borofsky'ego
Stanowiska Raymonda Firtha i Robert Borofsky'ego są punktem kulminacyjnym w reflektowaniu nad antropologią zaangażowaną. Firth zwrócił uwagę na rolę endemicznych opisów i interpretacji kultur np. badaczy chińskich i japońskich reflektujących nad swoją kulturą. Tematyka ich dociekań koncentruje się na problemach narodowych i lokalnych. Badacze dokonują tym samym swoistego zwrotu do wnętrza kultury  - zajmowania się problemami ważnymi dla danej kultury. Frith rozróżnia dwa czynniki: zewnętrzny i wewnętrzny dotyczące antropologii zaangażowanej. Czynnik zewnętrzny związany jest ze sposobami pozyskiwania finansowania badań antropologicznych. W tym przypadku sponsorzy wyrażają często chęć stymulowania badań. Wewnętrzny czynnik jest związany z postawą samych antropologów. Wśród badaczy  obserwuje się zwrot ku kierunkom „społecznie doniosłym”. Antropolodzy zajmują się problemem bezrobocia, dyskursem władzy, imigracją etc. Firth twierdzi, że poważne problemy społeczne otaczają antropologa i nie jest łatwo przejść obok nich obojętnie.
Robert Borofsky proponuje pojęcie antropologia publiczna. Określenie publiczna miało wpływać na podjęcie zagadnień ważnych społecznie; reprezentowanie ich w sposób kontrastujący z tradycyjnym akademickim ujęciem. Borofsky zgłasza propozycje holistycznej antropologii, zgodnie z którą nie ma rozdziału między teorią a praktyką. Zdaniem Borofsky'ego zaangażowanie antropologii wynika ze specyfiki samej antropologii, która  powinna stawiać pytania ważne społecznie, a formułowane wnioski powinny być zrozumiałe dla możliwie największej liczby ludności.

## Kellet i antropologia poparcia
Kellet wymienia termin antropologii zaangażowanej jako jeden z wielu odnoszących się do zagadnienia poparcia/obrony w antropologii. Uważa, że  należy rozróżnić antropologów, którzy pracują na kontraktach i otrzymują wynagrodzenie za swoje badania, interpretowanie czy reprezentowanie jakiejś grupy ludzi, od „akademickich” antropologów, którzy w toku badań w terenie spotkali się z dylematem, bądź możliwością, zaangażowania się w obronę/poparcie społeczności, z którą pracują. 
W antropologii epistemologicznie zakorzeniona jest reprezentacja punktu widzenia, poglądów innych ludzi. Kellet zgadza się z Laytonem, że poparcie wyrasta naturalnie z praktyki antropologicznej; jest to integralna część procesu reprezentowania punktu widzenia innych ludzi. Kellet tak jak Singer uważa, że z tej perspektywy cała antropologia jest 'występowaniem w czyimś imieniu', ponieważ każda aktywność jest celowo ukierunkowana i ma konsekwencje w życiu społecznym.

## Hastrup i Elsass przeciwko zaangażowanej postawie badacza
Antropolodzy Kirsten Hastrup i Elsass uważają, iż postawa antropologa, który występuje w imieniu badanej przez siebie społeczności jest wykroczeniem poza krąg nauki, nie jest antropologią. Twierdzą, że antropologia nie może  popierać jednej grupy interesu, gdyż są również inne. Ich zdaniem rolą antropologa nie jest rozstrzyganie dylematu, którą stronę konfliktu należy poprzeć. Piszą, że antropolog nie posiada takiej wiedzy, aby rozstrzygnąć, która grupa powinna być uprzywilejowana. Hastrup i Elsass obawiają się również implementowania romantycznego postkolonialnego spojrzenia na Indian, które rozmazało by kompleksowość Kolumbijskiego kontekstu. 

## Rice i Salzman o antropologii zaangażowanej
Antropolodzy Rice i Salzman w swojej publikacji Myśleć jak antropolog napominają o antropologii zaangażowanej.  Sprzeciwiają się zarzutowi wobec antropologii zaangażowanej, w którym uważa się, że antropologia zaangażowana nie jest nauką, a politycznym aktywizmem. Sprzeciwiają się twierdzeniu, że badacz powinien przyjąć postawę nihilistyczną bądź amoralną, która to postawa wynika z wiary w solipsyzm, iż pogląd ten jest najtrafniejszym ujęciem rzeczy. Rice i Salzman twierdzą, że nie ma możliwości ostatecznego, absolutnego i dogmatycznego zamknięcia wiedzy, bądź metody w betonowych ramach nauki, ale postawa moralna i pewna dyscyplina metodologiczna są konieczne, by istniała możliwość opisu w ogóle, nawet jeśli niedosłownie odbijającego świat rzeczywisty, to ujmującego go w komunikowalną metaforę. Uważają, że ujmowanie antropologii zaangażowanej w kontekście nauki jest zasadne, co wynika z płynności interpretacyjnej granic demarkacji dyscyplinarnej i moralności. Rice i Salzman są także zdania,  że moralne ugruntowanie badacza jest konieczne w jego pracy.

## Doświadczenia Scheper-Hughes i jej refleksja nad antropologią zaangażowaną
Antropolog Nancy Scheper-Hughes pisze, że relatywizm kulturowy jako relatywizm moralny nie jest dłużej uprawomocniony. Konieczne jest zakotwiczenie antropologii w etyce, musi być politycznie i moralnie zaangażowana. Scheper-Hughes mówi, że musiała wielokrotnie krytycznie przemyśleć tradycyjną rolę antropologa jako neutralnego, chłodnego i racjonalnego, obiektywnego obserwatora ludzkiej kondycji. Scheper-Hughes odrzuca, jak mówi, sztuczny relatywizm moralny. Chce określić, jakie formy politycznego i moralnego zaangażowania mogłaby przyjąć antropologia. Scheper-Hughes wielokrotnie była proszona o wsparcie przez członków grupy, które badała. Kobiety w Brazylii pozwoliły wrócić  Scheper- Hughes do nich kolejny raz tylko wtedy, gdy uczyni to jako ich towarzyszka (companheira), wspierająca je w  walce, a nie jako, zdaniem owych kobiet, jedynie obserwator. Scheper-Hughes uważa, że  projekt antropologiczny może być jednocześnie etnograficzny, epistemologiczny i polityczny. Zwraca także uwagę na fakt, że jeżeli antropolog skupia się na tym jak ludzie się względem siebie zachowują, etyka jest konieczna. Zdaniem Scheper-Hughes, jeżeli  obserwacja wiąże antropologię z naukami przyrodniczymi to "bycie świadkiem" kieruje antropologię ku filozofii moralności. Sama obserwacja to postawienie się ponad  wydarzeniami, niezaangażowanie etyczne i polityczne. Natomiast "bycie świadkiem" wymaga refleksji, opowiadania się po czyjejś stronie, zaangażowania, moralnych wyborów. Badaczka zwraca uwagę na fakt, że postulat o neutralności i wyłączeniu etyki jest również postawą moralną. Schepher-Hughes przywołuje Michel De Certeau, mówiąc, że możemy wymieniać się podarunkami opartymi na naszej pracy, wykorzystywać honoraria autorskie do wspierania radykalnych działań, starać się unikać bezsensu ciężkiej, jednostajnej pracy dla osiągnięć akademickich i w ten sposób przeciwstawić się procesowi, który sytuuje naszą pracę na usługach naukowej, akademickiej fabryki.

## Antropologia zaangażowana a polityka
Jonathan Friedman mówi, że perspektywa antropologii zaangażowanej jest odpowiednia dla tych badaczy, którzy nie chcą skupić się jedynie na rozwijaniu własnej kariery. Uważa jednak, że  zaangażowania potrzebna jest analiza, która daje pogląd na to, jak świat działa. Samo poświęcenie się pewnej idei przy jednoczesnym uznaniu jej za transcendentną i przedkulturową może prowadzić do politycznego określenia się po stronie, grupie ludzi, uznanej za uciśnioną. Ich liderzy jednak mogą później wskutek radykalnych akcji zgromadzić dużą władzę w swoich rękach i w ten sposób reprodukować wzorce, elementy społecznej struktury, przeciwko którym antropolog zamierzał walczyć. Firth także podkreśla, że zajmowanie się problemami dotyczącymi danego społeczeństwa prędzej czy później prowadzi do konfliktu z władzą.